# Ахатов, Шаукат Нурлигаянович
Шаукат Нурлигаянович Ахатов (14 ноября 1922, Базитамак — 7 декабря 2020, Уфа) — советский и российский хозяйственный деятель, опытный производственник, Заслуженный нефтяник БАССР (1972), Почётный нефтяник СССР (1977), Лауреат премии Совета Министров СССР (1983), Кавалер орденов Ленина, Трудового Красного Знамени, «Знак Почета», Кандидат технических наук (1975), Доцент (1981), генеральный директор старейшего предприятия системы «Транснефть» — Управления Урало-Сибирскими магистральными нефтепроводами, как называлось тогда ОАО «Уралсибнефтепровод» (с 1970 по 1983 год).

## Биография
Родился 14 ноября 1922 года в крестьянской семье селе Базитамак (в настоящее время Илишевский район Республики Башкортостан).
После окончания Московского нефтяного института им. И. М. Губкина (1947), инженер-нефтяник, старший инженер в УфНИИ. На трубопроводном транспорте начал работать в 1952 году начальником производственно-технического отдела Башкирского товарно-транспортного управления, затем перешел на должность заместителя начальника по производству. При его непосредственном участии был разработан ряд передовых технологий — перекачки «сырой» и обессоленной экспортной нефти по одному трубопроводу, последовательной перекачки прямым контактированием различных сортов нефтепродуктов по одному трубопроводу, очистка нефтепроводов и перевод их под перекачку светлых нефтепродуктов. Рационализаторские предложения рождались у Ахатова и его единомышленников в ходе повседневной работы. Как правило, направлены они были на повышение надежности и улучшение технико-экономических показателей работы подземных магистралей, на автоматизацию процессов перекачки, совершенствование технологий капитального ремонта нефтепроводов. Позже в Управлении подсчитали: экономический эффект от разработок, внедренных по инициативе и с участием Ахатова, в период с 1970-го по 1982 год составил 3,8 млн рублей в деньгах того времени.
В 1964 году Ахатов стал главным инженером Урало-Сибирского нефтепроводного управления, а в 1970 году возглавил Управление. Самым ответственным, а потому напряженным периодом работы стало для него строительство нефтепровода «Усть-Балык — Курган — Уфа — Альметьевск». В связи с ростом добычи нефти в Западной Сибири ЦК КПСС и Совет Министров СССР 11 декабря 1969 года приняли решение о строительстве данного нефтепровода. Новая магистраль по тем временам была огромной по своим размерам: протяженность составляла 1812 км, а диаметр трубопровода — 1220 мм. Ход строительства лично курировал председатель союзного Совмина А. Н. Косыгин. Приказ отраслевого министра возлагал персональную ответственность за своевременную сдачу объекта на начальника Управления Урало-Сибирскими магистральными нефтепроводами.
Нефтепровод был сдан в эксплуатацию досрочно, а Госкомиссия дала объекту высокую оценку. Заслуги Ахатова были оценены, он был удостоен ордена Ленина. Позже также досрочно удалось ввести в эксплуатацию аналогичный нефтепровод «Нижневартовск — Курган — Куйбышев», обеспечив перекачку западносибирской нефти.
За все время работы под руководством Ахатова было проложено 7,5 тыс. км линейной части нефтепроводов: было построено и эксплуатировалось несколько магистральных нефтепроводов диаметром 350, 500, 700, 800, 1220 мм. Это нефтепроводы «Туймазы — Уфа», «Шкапово — Ишимбай», «Шкапово — Субханкулово», «Ишимбай — Орск», «Туймазы — Уфа — Омск», «Калтасы — Чекмагуш — Салават», «Калтасы — Уфа», «Чернушка — Калтасы», «Чекмагуш — Азнакаево», затем «Усть-Балык — Курган — Уфа — Альметьевск», «Нижневартовск — Курган — Куйбышев» и продуктопроводы «Салават — Уфа», «Уфа — Петропавловск», «Уфа — Челябинск — Омск».
С 1970 по 1983 год Ахатов был председателем государственной комиссии при Уфимском нефтяном институте УНИ (УГНТУ) по выпуску инженеров-механиков по транспорту и хранению нефти и газа. Также принимал участие в создании учебника «Эксплуатация магистральных трубопроводов» и учебного пособия по транспорту нефти и газа. Ппосле ухода на пенсию занялся преподавательской деятельностью в этом институте.
Автор около 40 научных трудов и 4 изобретений.

## Награды
- Орден Ленина (1973),
- Орден «Трудового Красного Знамени» (1977),
- Орден «Знак Почёта» (1966).
- Почётный нефтяник СССР (1977),
- Премия Совета Министров СССР (1983),
- Заслуженный нефтяник БАССР (1972).